# Comuna Popricani, Iași
Popricani este o comună în județul Iași, Moldova, România, formată din satele Cârlig, Cotu Morii, Cuza Vodă, Moimești, Popricani (reședința), Rediu Mitropoliei, Țipilești, Vânători și Vulturi.

## Așezare
Comuna se află în estul județului, la nord de municipiul Iași, pe malurile râului Cacaina și pe ale Jijiei. Este străbătută de șoseaua națională DN24, care leagă Iașiul de Bălți (Republica Moldova) prin punctul de trecere a frontierei Sculeni. La Vânători, din acest drum se ramifică șoseaua națională DN24C, care duce spre nord de-a lungul Prutului la Ștefănești (în județul Botoșani) și Lipcani (Republica Moldova), dar și șoseaua județeană DJ248B, care duce spre vest și sud la Rediu și Lețcani (unde se termină în DN28).

## Demografie
Componența etnică a comunei Popricani
     Români (87,53%)
     Alte etnii (0,1%)
     Necunoscută (12,37%)
Componența confesională a comunei Popricani
     Ortodocși (83,65%)
     Creștini după evanghelie (1,15%)
     Alte religii (2,24%)
     Necunoscută (12,96%)
Conform recensământului efectuat în 2021, populația comunei Popricani se ridică la 7.236 de locuitori, în scădere față de recensământul anterior din 2011, când fuseseră înregistrați 7.393 de locuitori. Majoritatea locuitorilor sunt români (87,53%), iar pentru 12,37% nu se cunoaște apartenența etnică. Din punct de vedere confesional, majoritatea locuitorilor sunt ortodocși (83,65%), cu o minoritate de creștini după evanghelie (1,15%), iar pentru 12,96% nu se cunoaște apartenența confesională.

## Politică și administrație
Comuna Popricani este administrată de un primar și un consiliu local compus din 15 consilieri. Primarul, Ion Tănasă[*], de la Partidul Național Liberal, este în funcție din octombrie 2020. Începând cu alegerile locale din 2024, consiliul local are următoarea componență pe partide politice:
|  | Partid                          | Consilieri | Componența Consiliului | Componența Consiliului | Componența Consiliului | Componența Consiliului | Componența Consiliului | Componența Consiliului | Componența Consiliului | Componența Consiliului |
|  | ------------------------------- | ---------- | ---------------------- | ---------------------- | ---------------------- | ---------------------- | ---------------------- | ---------------------- | ---------------------- | ---------------------- |
|  | Partidul Național Liberal       | 8          |                        |                        |                        |                        |                        |                        |                        |                        |
|  | Partidul Social Democrat        | 4          |                        |                        |                        |                        |                        |                        |                        |                        |
|  | Alianța pentru Unirea Românilor | 2          |                        |                        |                        |                        |                        |                        |                        |                        |
|  | Uniunea Salvați România         | 1          |                        |                        |                        |                        |                        |                        |                        |                        |

## Istorie
La sfârșitul secolului al XIX-lea, comuna purta denumirea de Rediul Mitropoliei, făcea parte din plasa Copou a județului Iași și era formată din satele Rediu Mitropoliei, Moimești, Popricani, Coarba, Țipilești, Iepureni și Izvoarele, cu o populație 1698 de locuitori. În comună existau două mori de aburi, două școli cu 67 de elevi, și patru biserici. Anuarul Socec din 1925 consemnează comuna în aceeași plasă, având 2765 de locuitori în satele Iepureni, Horlești, Izvoarele Măimești, Popricani-Corbu, Rediu Mitropoliei, Țipilești și Zaharna. În 1931, comuna a fost desființată temporar, satele ei trecând la comuna Țigănași; dar la scurt timp a fost reînființată, cu numele de Popricani.
În 1950, comuna a fost transferată raionului Iași din regiunea Iași. În 1968, a revenit, în alcătuirea actuală, la județul Iași, reînființat.

## Monumente istorice
Zece obiective din comuna Popricani sunt incluse în lista monumentelor istorice din județul Iași ca monumente de interes local, toate fiind situri arheologice: situl de „la Popi” (1,5 km vest-sud-vest de satul Cotu Morii); situl de pe dealul crângului „Valea Șipoțelului”, la 1 km vest de satul Cuza Vodă și la 1 km nord de pădurea Cârlig; situl de la „Rufeni”, la 300 m sud de satul Vânători; situl „din Islaz”, aflat în estul satului Rediu Mitropoliei; situl de la intrarea în satul Moimești dinspre Iași; situl de pe „Dealul Viei-Curmătura”, la 700 m est de Popricani; situl din Grădina lui Anton, în marginea de est a aceluiași sat; și cele trei locuri în care este vizibil valul lui Traian, la marginea de nord a satului Popricani, la sud de Rediu Mitropoliei și în vatra satului Țipilești.

## Personalități născute aici
- Bogdan Cojocaru (n. 1983), specialist IT, om politic.